# لینپورت (پنسیلوانیا)
لینپورت (به انگلیسی: Lynnport) یک منطقهٔ مسکونی در ایالات متحده آمریکا است که در پنسیلوانیا واقع شده‌است. لینپورت ۱۴۶٫۹۲ متر بالاتر از سطح دریا واقع شده‌است.